# Vili Helu
Viliami Helu (Estados Unidos, 20 de marzo de 1996), más conocido como Vili Helu, es un jugador profesional estadounidense de rugby que se desempeña en la posición de número 8 en San Diego Legion, equipo perteneciente a la liga Major League Rugby.

## Carrera
En 2019, Helu se unió al equipo Rugby Football Club Los Angeles (2019-2023), después pasó a San Diego Legion, disputando su quinta temporada en la Major League Rugby.